# Пшінько Олександр Миколайович
Олександр Миколайович Пшінько (13 листопада 1948, село Оленівка, Магдалинівський район, Дніпропетровська область — 13 грудня 2022, Дніпро) — український вчений, доктор технічних наук, професор, ректор Дніпровського національного університету залізничного транспорту імені академіка В. Лазаряна.

## Нагороди, відзнаки
- Академік Транспортної академії України
- Віце-президент Міжнародної академії транспорту (АМТ, Санкт-Петербург, Росія)
- Доктор транспорту АМТ і керівник її Українського Національного відділення
- Дійсний академічний радник Міжнародної інженерної академії (Москва, Росія)
- Член-кореспондент Академії будівництва України
- Дійсний член Нью-Йоркської Академії наук (США)
- Заслужений працівник народної освіти України
- Лауреат державної премії України в галузі науки і техніки
- Кавалер орденів «Знак пошани» 3-х ступенів ордена «За заслуги»
- Почесна грамота Кабінету Міністрів України
- Відзнака «За розвиток регіону» Дніпропетровської області
- Знак «Залізнична слава» III ступеня
- Почесний залізничник СРСР
- Почесний працівник транспорту України.

## Трудова діяльність
Із 1973 року вся трудова діяльність пов'язана з ДІІТом — інженер, завідувач науково-дослідною лабораторії, доцент, завідувач кафедри будівельних матеріалів, проректор. Працював на виборних партійних посадах в інституті та районі. Із липня 1997 року працює ректором Дніпропетровського державного технічного університету залізничного транспорту. У 1979 році захистив кандидатську дисертацію, у 1982 — йому присвоєно вчене звання доцента, у 1996 — вчене звання професора.
Коло наукових інтересів — удосконалення технології виробництва збірних залізобетонних виробів, підвищення їхньої довговічності і розробка технології виготовлення стінових матеріалів для будівництва споруд залізничного транспорту з місцевої сировини; впровадження на залізничному транспорті України контрейлерних перевезень і створення міжнародних транспортних коридорів по транспортуванню вантажів.

## Наукова діяльність
- «Будівельні матеріали — виробництво, характеристики, використання». О. М. Пшінько, 1995 р.
- «Підвищення довговічності бетонних та залізобетонних виробів і конструкцій». О. М. Пшінько, 1995 р.
- «Проектування складів гідротехнічного бетону». В. Н. Пунагин, О. М. Пшінько, Н. Н. Руденко, 1998 р.
- «Бетон в умовах підвищених температур». 2-і изд. В. Н. Пунагин, О. М. Пшінько, Н. Н. Руденко, 1999 р.
- Пшинько, А. Н. К вопросу о научной обоснованности процентов по депозитам и кредитам / А. Н. Пшинько, В. В. Мямлин, С. В. Мямлин // Наука та прогрес транспорту. — 2013. — № 1. — С. 82—102. [Архівовано 12 березня 2017 у Wayback Machine.]
- Аналіз ефективності системи теплопостачання студмістечка Дніпропетровського національного університету залізничного транспорту / О. М. Пшінько, В. О. Габрінець, В. М. Горячкін // Наука та прогрес транспорту. — 2014. — № 2 (50). — С. 74—82. [Архівовано 12 березня 2017 у Wayback Machine.]
- Філософські аспекти соціокультурних досліджень в умовах глобалізації: монографія / За наук. ред. Пшінька О. М., Власової Т. І. ; Дніпропетр. нац. ун-т залізн. трансп. ім. акад. В. Лазаряна. — Дніпропетровськ: Маковецький Ю. В., 2014. — 240 с. — ISBN 978-966-1507-54-7. [Архівовано 12 березня 2017 у Wayback Machine.]
- Будівельні машини та обладнання: підручник / О. М. Лівінський, О. М. Пшінько, М. В. Савицький та ін.; за ред. акад., д. тех. наук, проф. О. М. Лівінського. — Київ: МП Леся, 2015. — 612 с.
- Методика визначення обсягів споживання електричної енергії та теплоти науковими підрозділами університету / О. М. Пшінько, В. Г. Кузнецов, М. В. Шаптала, Д. Є. Шаптала // Наука та прогрес транспорту. — 2015. — № 1 (55). — С. 15—22. [Архівовано 12 березня 2017 у Wayback Machine.]
- Пшінько, О. М. Вибір матеріалів для ремонту та відновлення бетонних та залізобетонних конструкцій транспортних споруд з урахуванням критерію сумісності: монографія / О. М. Пшінько, А. В. Краснюк, О. В. Громова. — Дніпропетровськ: Дніпропетр. нац. ун-т залізн. трансп. ім. акад. В. Лазаряна, 2015. — 195 с. — ISBN 978-966-8471-62-9. [Архівовано 12 березня 2017 у Wayback Machine.]
- Пшінько, О. М. Управління вантажними вагонами компаній-операторів в умовах реформування залізничного транспорту України: монографія / О. М. Пшінько, Ю. С. Бараш, Л. В. Марценюк; Дніпропетр. нац. ун-т залізн. трансп. ім. акад. В. Лазаряна. — Дніпрпетроськ: Акцент ПП, 2015. — 147 с. — ISBN 978-966-921-010-4. [Архівовано 10 травня 2018 у Wayback Machine.]
- Застосування рейтингових моделей та інформаційних технологій для управління адміністративно-територіальними комплексами / О. М. Пшінько, В. В. Скалозуб // Наука та прогрес транспорту. — 2016. — № 6 (66). — С. 33—47. [Архівовано 12 березня 2017 у Wayback Machine.]